# Andrena saegeri
Andrena saegeri är en biart som beskrevs av Cockerell 1939. Andrena saegeri ingår i släktet sandbin, och familjen grävbin. Inga underarter finns listade i Catalogue of Life.